# Bob Lazier
Robert Lazier (Mineápolis, Minesota, 22 de diciembre de 1938-Denver, Colorado, 18 de abril de 2020) fue un piloto de automovilismo estadounidense. 

## Biografía
Nació en Mineápolis, Minesota. Compitió en la serie CART en 1981 y fue el Novato del Año de CART. Quedó cuarto lugar en Watkins Glen International y México. También compitió en las 500 millas de Indianápolis de 1981, terminando en el puesto diecinueve después de que un motor averiado lo hizo retirar el Penske PC-7 después de 154 vueltas. Estaba casado con Diane y era el padre del ganador de las 500 Millas de Indianápolis de 1996, Buddy Lazier, y del piloto de la Indy Racing League, Jaques Lazier. Compitió en la Fórmula 5000 en la década de 1970.
Construyó el Tivoli Lodge en Vail, Colorado en 1968.
Murió en Denver el 18 de abril de 2020 de COVID-19 durante la pandemia de coronavirus 2019-2020. Tenía 81 años.

## Resultados

### Campeonato Nacional SCCA
| Año  | Pista        | Auto      | Motor      | Clase        | Finalización | Comienzo | Estado    |
| ---- | ------------ | --------- | ---------- | ------------ | ------------ | -------- | --------- |
| 1970 | Road Atlanta | Zink      | Volkswagen | Fórmula Vee  | 8            | 10       | Corriendo |
| 1970 | Road Atlanta | Titán     | Vado       | Fórmula Ford | 3            | 2        | Corriendo |
| 1971 | Road Atlanta | March 71B | Vado       | Fórmula B    | 1            | 9 9      | Corriendo |
| 1971 | Road Atlanta | Zink      | Volkswagen | Fórmula Vee  | 3            | 3        | Corriendo |
| 1972 | Road Atlanta | Zink      | Volkswagen | Fórmula Vee  | 2            | 1        | Corriendo |
| 1973 | Road Atlanta | Zink      | Volkswagen | Fórmula Vee  | 3            | 9 9      | Corriendo |
| 1976 | Road Atlanta | Zink      | Volkswagen | Fórmula Vee  | 19           | 6 6      | Retirado  |
| 1979 | Road Atlanta | Zink      | Volkswagen | Fórmula Vee  | 12           | 23       | Corriendo |

### USAC Mini-Indy Series
| Año  | 1   | 2   | 3     | 4     | 5    | 6   | Pos. | Puntos |
| ---- | --- | --- | ----- | ----- | ---- | --- | ---- | ------ |
| 1977 | TRE | MIL | MOS   | PIR 7 |      |     | 19.º | 60     |
| 1980 | MIL | POC | MDO 2 | MIN1  | MIN2 | ONT | 13.º | 160    |

#### CART
| Año  | Equipo          | Chasis      | Motor         | 1      | 2      | 3      | 4 4   | 5 5     | 6 6   | 7 7     | 8      | 9 9   | 10    | 11     | Pos. | Puntos |
| ---- | --------------- | ----------- | ------------- | ------ | ------ | ------ | ----- | ------- | ----- | ------- | ------ | ----- | ----- | ------ | ---- | ------ |
| 1981 | Fletcher Racing | Penske PC-7 | Ford Cosworth | PHX 12 | MIL 13 | ATL 17 | ATL 9 | MAL Ret | RIV 5 |         | MIS 13 | WGL 4 |       |        | 9.º  | 92     |
| 1981 | Fletcher Racing | March 81C   | Ford Cosworth |        |        |        |       |         |       | MIL Ret |        |       | MEX 4 | PH2 13 | 9.º  | 92     |

#### Indianápolis 500
| Año  | Chasis      | Motor                        | Inicio | Final | EQuipo          |
| ---- | ----------- | ---------------------------- | ------ | ----- | --------------- |
| 1981 | Penske PC-7 | Ford Cosworth DFX V8 (t / c) | 13     | 19    | Fletcher Racing |
| 1982 | Eagle 80    | Ford Cosworth DFX V8 (t / c) | DNQ    | DNQ   | Wysard Racing   |